# Arothron inconditus
Arothron inconditus är en fiskart som beskrevs av Smith 1958. Arothron inconditus ingår i släktet Arothron och familjen blåsfiskar. Inga underarter finns listade i Catalogue of Life.